# Stifting (Graz)
Stifting, auch Stiftingtal genannt, ist eine Katastralgemeinde von Graz.
Sie liegt eingebettet zwischen dem Naherholungsgebiet Leechwald und der Ries. Benachbarte Stadtteile sind Ragnitz und Mariatrost. Stifting konnte im Vergleich zu den beiden benachbarten Stadtteilen noch viel Grünraum bewahren, während Ragnitz und Mariatrost eine hohe Verbauung aufweisen. Stifting besitzt durch die Medizinische Universität Graz (MedCampus Graz) und das Landeskrankenhaus Graz (LKH Graz) zwei sehr bedeutende Infrastruktureinrichtungen des Landes Steiermark.
Der Anfang von Stifting ist durch die Straßenbahnlinie 7 zu erreichen, die Buslinie 82 erschließt Stifting bis nach Schaftal hinein.